# 心友と私のスキな人
『心友と私のスキな人』（しんゆうとわたしのスキなひと）は、夜神里奈による日本の漫画作品。『Sho-Comi』（小学館）にて、2011年20号から同年22号まで掲載された。単行本は全1巻。
サブタイトルは「Boy×Friend」。
作者が、「もし友達と好きな人が一緒になったとき、恋を優先するか、友情を優先するか」という女子の中の永遠のテーマを本作の題材にした、と述べている。

## あらすじ
麻生歩優と森谷花萌は幼稚園の頃からの心友。ある日、歩優は花萌に「スキな人ができた」と告げられる。今まで心友である自分が花萌の中では一番の存在だったと思う歩優は、寂しさを隠せない。そんな帰り道、歩優は偶然、同い年の真田裕貴という少年に出会う。徐々に裕貴に惹かれていく歩優だが、花萌のスキな人が裕貴だと知ってしまう。

## 登場人物
麻生歩優（あそう あゆ）
元気で明るい性格で、サッカーが大好き。花萌とは幼稚園のころに苛められていたところを助けて以来、ずっと心友。花萌のスキな人を知ってしまい、困惑する。
森谷花萌（もりや かほ）
歩優とは対照的で、とても大人しい性格。その上、美少女な容姿から、昔から苛めの対象となっていた。男の子も苦手だったが、あるきっかけで裕貴に惹かれていく。
真田裕貴（さなだ ゆうき）
サッカーが大好きで、偶然出会った歩優と意気投合する。花萌と同じ塾へ通っている。

## 単行本収録作品
- 心友と私のスキな人（全3話）
- …スキ。
- ずっとずっと大好き。
- 心友と私のスキな人 番外編 花萌（描き下ろし作品）

## 書誌情報
- 夜神里奈『心友と私のスキな人』小学館〈少コミフラワーコミックス〉、2012年1月26日発売[3]、ISBN 978-4-09-134282-9